# Maxime Dufour-Lapointe
Maxime Dufour-Lapointe (* 9. Februar 1989 in Montreal) ist eine kanadische Freestyle-Skierin. Sie ist auf die Buckelpisten-Disziplinen Moguls und Dual Moguls spezialisiert. Ihre Schwestern Chloé und Justine betreiben dieselbe Sportart.

## Biografie
Ab Februar 2004 nahm Dufour-Lapointe an Buckelpisten-Wettbewerben im Nor-Am Cup, der nordamerikanischen Kontinentalmeisterschaft, teil. Zwei Jahre später gelang ihr der erste Podestplatz auf dieser Stufe. Ihr bestes Ergebnis bei Juniorenweltmeisterschaften ist ein sechster Platz im Jahr 2007. Ihr Debüt im Weltcup hatte sie am 24. Februar 2007 mit Platz 20 im Moguls-Wettbewerbs in Apex. Im März 2008 gelangen ihr erstmals Top-10-Platzierungen im Weltcup. Bei den Weltmeisterschaften 2009 in Inawashiro fuhr sie im Dual-Moguls-Wettbewerb auf den 18. Platz. Aufgrund mittelmäßiger Leistungen in der Weltcupsaison 2009/10 konnte sie sich nicht für die Olympischen Winterspiele 2010 qualifizieren, wurde aber als Vorläuferin eingesetzt.
In den darauf folgenden Jahren etablierte sich Dufour-Lapointe mit regelmäßigen Top-10-Ergebnissen im vorderen Mittelfeld. Am 11. Januar 2014 gelang ihr die erste Weltcup-Podestplatzierung, als sie im Moguls-Wettbewerb von Deer Valley Dritte wurde. Bei den Olympischen Winterspielen 2014 in Sotschi fuhr sie beim Doppelsieg ihrer Schwestern auf den zwölften Platz. Gegen Ende der Weltcupsaison 2013/14 erzielte sie in Inawashiro und La Plagne zwei weitere dritte Plätze. In der darauf folgenden Saison 2014/15 gelangen ihr vier Top-10-Platzierungen, während sie bei den Weltmeisterschaften 2015 am Kreischberg mit dem vierten Platz im Moguls-Wettbewerb knapp eine Medaille verpasste.
Zum Auftakt der Weltcupsaison 2015/16 gelang Dufour-Lapointe in Val Saint-Côme erneut ein dritter Platz. Im weiteren Verlauf dieses Winters war sie nie schlechter klassiert als auf dem siebten Platz. Das beste Ergebnis in der Weltcupsaison 2016/17 war ein fünfter Platz, bei den Weltmeisterschaften 2017 in der Sierra Nevada fuhr sie auf den 16. Platz im Moguls-Wettbewerb.

## Erfolge

### Olympische Spiele
- Sotschi 2014: 12. Moguls

### Weltmeisterschaften
- Inawashiro 2009: 18. Dual Moguls
- Kreischberg 2015: 4. Moguls, 9. Dual Moguls
- Sierra Nevada 2017: 16. Moguls

### Weltcup
Dufour-Lapointe errang im Weltcup bisher 4 Podestplätze.
Weltcupwertungen:
| Saison  | Gesamt | Gesamt | Moguls | Moguls |
| Saison  | Platz  | Punkte | Platz  | Punkte |
| ------- | ------ | ------ | ------ | ------ |
| 2006/07 | 105.   | 1      | 39.    | 11     |
| 2007/08 | 59.    | 14     | 19.    | 135    |
| 2008/09 | 40.    | 23     | 12.    | 204    |
| 2009/10 | 43.    | 19     | 16.    | 205    |
| 2010/11 | 61.    | 12     | 18.    | 135    |
| 2011/12 | 50.    | 20     | 15.    | 254    |
| 2012/13 | 61.    | 20     | 16.    | 246    |
| 2013/14 | 13.    | 42     | 4.     | 459    |
| 2014/15 | 23.    | 33,67  | 6.     | 303    |
| 2015/16 | 35.    | 34,00  | 8.     | 272    |
| 2016/17 | 53.    | 24,64  | 9.     | 271    |

### Juniorenweltmeisterschaften
- Krasnoje Ozero 2006: 8. Moguls, 11. Dual Moguls
- Airolo 2007: 6. Moguls, 21. Dual Moguls

### Weitere Erfolge
- 1 Sieg im Europacup
- 11 Podestplätze im Nor-Am Cup, davon 1 Sieg